# Flugzeugkreuzer
Flugzeugkreuzer waren Seeflugzeugträger für die militärische Luftaufklärung weiter Seegebiete, die mit der Flotte oder selbständig auf See operieren konnten.

## Geschichte
Die Flugzeugkreuzer entstanden aus den mit den Flugzeugmutterschiffen gewonnenen Erfahrungen. Sie waren wesentlich schneller als die meist aus Frachtern umgebauten Flugzeugmutterschiffe und konnten somit den schnellen Schiffen der Flotte folgen und unmittelbare Luftaufklärung für die Flotte auf See leisten. Das erste deutsche Schiff war der Kleine Kreuzer Stuttgart, der im Frühjahr 1918 zum Flugzeugkreuzer umgebaut wurde. Geplant war auch, ihr Schwesterschiff Stettin zum Flugzeugkreuzer umzubauen, aber die Kapazität von lediglich drei Flugzeugen an Bord, wie bei der Stuttgart, erwies sich als zu gering für die Bedürfnisse der Luftaufklärung. Deshalb wollte man schnelle und große Schiffe wie den alten Kreuzer Roon zu Flugzeugkreuzern umbauen, die etwa 10 bis 12 Flugzeuge würden tragen können.
Gegen Ende des Ersten Weltkrieges erkannte man jedoch, dass Flugzeugträger mit Radflugzeugen die Lösung des Problems sein würden, und Planungen für den ersten deutschen Flugzeugträger, die Ausonia, sollten umgesetzt werden. Das Kriegsende verhinderte den Fertigbau des Passagierschiffes, dessen Rumpf und Maschinenanlage bei seinem Baustopp bald nach Kriegsbeginn fertiggestellt waren, zum Flugzeugträger und den angedachten Umbau weiterer Passagierschiffe zu Trägern.

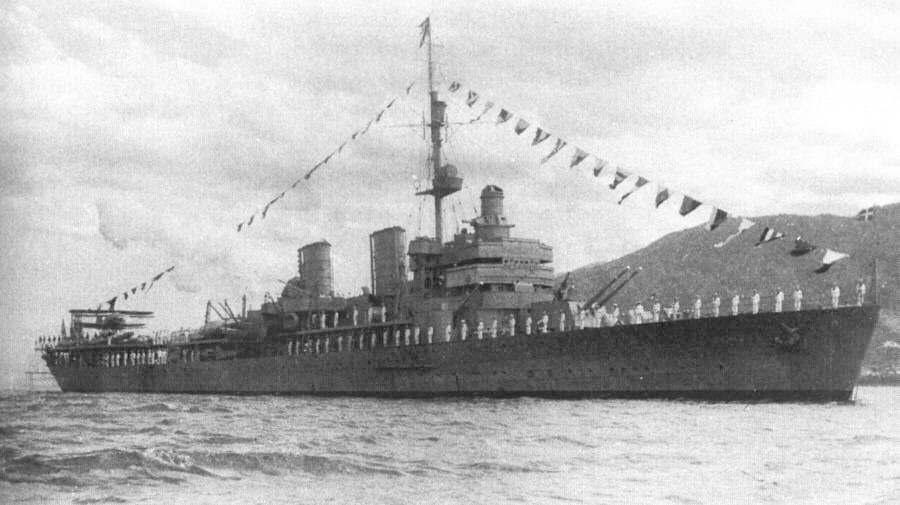
Die schwedische Gotland 1936

Mit dem Aufkommen der Flugzeugträger erübrigte sich der Bau von Flugzeugkreuzern. Nur Schweden baute schließlich Anfang der 1930er Jahre noch einen, die Gotland, die bis weit in den Zweiten Weltkrieg hinein in dieser Aufgabe diente und 1944 zum Flakkreuzer umgebaut wurde.